# Доброе (Кобринский район)
До́брое (бел. Добрае) — деревня в Кобринском районе Брестской области Белоруссии. Входит в состав Городецкого сельсовета.
По данным на 1 января 2016 года население в деревне отсутствовало.
Упразднена 29 мая 2018 года.

## География
Деревня расположена в 39 км к юго-востоку от города Кобрин, 19 км к югу от станции Городец и в 83 км к востоку от Бреста.
На 2012 год площадь населённого пункта составила 0,03 км² (3 га).

## История
Населённый пункт известен с 1563 года как урощище—остров села Челищевичи. В разное время население составляло:
- 1999 год: 1 хозяйство, 2 человека;
- 2005 год: 1 хозяйство, 2 человека;
- 2016 год[1]: 0 хозяйств, 0 человек.